# Derog Gioura
Derog Gioura, né le 1er septembre 1932 à Ubenide et mort le 25 septembre 2008, est un homme d'État nauruan, ancien ministre et président de Nauru du 10 mars au 29 mai 2003.

## Biographie
Le 10 mars 2003, le président Bernard Dowiyogo meurt au cours d'une opération chirurgicale au cœur à Washington (États-Unis). Derog Gioura lui succède alors par intérim puis est élu par le Parlement le 20 mars. Les élections législatives organisées le 3 mai débouchent sur une contestation des résultats entre Derog Gioura et René Harris.
Le 29 mai 2003, Derog Gioura est victime d'un infarctus du myocarde et est transféré dans un hôpital de Melbourne (Australie). Le même jour, Ludwig Scotty est désigné comme son successeur. Derog Gioura revient à Nauru après avoir récupéré et devient ministre de la Femme et de la Famille lors de l'accession de René Harris à la présidence le 8 août 2003.
Le 22 juin 2004, un nouveau vote de défiance renverse René Harris au profit de Ludwig Scotty et Derog Gioura perd son portefeuille ministériel. Il conserve toutefois son siège au Parlement jusqu'en octobre 2004 lorsque celui-ci est dissout.